# Oxycera rara
Oxycera rara ist eine Fliege aus der Familie der Waffenfliegen (Stratiomyidae).

## Merkmale
Die Fliegen erreichen eine Körperlänge von sechs bis acht Millimetern. Ihr Körper ist schwarz gefärbt und weißlich behaart, bei den Männchen ist das Mesonotum gelbbraun behaart. Die Tiere tragen eine gelbe Zeichnung. Zwei Schwielen zwischen der Flügelwurzel und dem Schildchen (Scutellum), Letzteres selbst, dreieckig geformte Binden an den Seiten des Mesonotums, die Beine bis auf die dunklen Spitzen der Tarsen, der Hüften und den Schenkelringen, vier schräge Seitenbinden am Thorax und zwei Paar Flecken an den Seiten des Hinterleibs sowie dessen Spitze sind gelb gefärbt. Die Taster sind klein, der Saugrüssel steht nach vorn ab und hat breite Labellen. Die Fühler sind dunkelbraun, die Augen sind beim Männchen und Weibchen dicht behaart. Das Schildchen hat die Form eines Halbkreises und besitzt zwei Dornen.

## Vorkommen und Lebensweise
Die Art ist in Mittel- und Teilen Südeuropas verbreitet. Man findet sie in Mitteleuropa im Sommer weit verbreitet und kann sie an Blüten in der Kraut- und Strauchschicht beobachten.

## Belege